# Cladonia cariosa
Cladonia cariosa (Ach.) Spreng. (1827), è una specie di lichene appartenente al genere Cladonia,  dell'ordine Lecanorales.
Il nome proprio deriva dal latino cariosus, che significa cariato, guasto, ad indicare l'aspetto piuttosto sfaldabile.

## Caratteristiche fisiche
Il sistema di riproduzione è principalmente sessuale. Il fotobionte è principalmente un'alga verde delle Trentepohlia, di preferenza una Trebouxia.

## Habitat
Questa specie si adatta soprattutto a climi da temperato fresco a subartico-subalpino, fino all'area circumpolare. Rinvenuta spesso su suoli minerali, sabbiosi e ricchi di substrati basali calcarei, abbastanza frequente nelle Alpi. Predilige un pH del substrato con valori intermedi fra molto acido e subneutro fino a subneutro puro. Il bisogno di umidità è mesofitico.

## Località di ritrovamento
La specie è stata rinvenuta nelle seguenti località: 
- Germania (Turingia, Baviera, Berlino, Brandeburgo, Amburgo, Meclemburgo, Essen, Sassonia, Renania Settentrionale-Vestfalia, Baden-Württemberg, Bassa Sassonia, Renania-Palatinato, Schleswig-Holstein);
- USA (Idaho, Colorado, Delaware, Massachusetts, Missouri, Oregon, Vermont, Illinois, Maine, Alabama, Alaska, Distretto di Columbia, Indiana, Iowa, Minnesota, Montana, New York, Nuovo Messico, Texas, Utah, Washington, Virginia Occidentale, Wisconsin, Michigan, Nebraska);

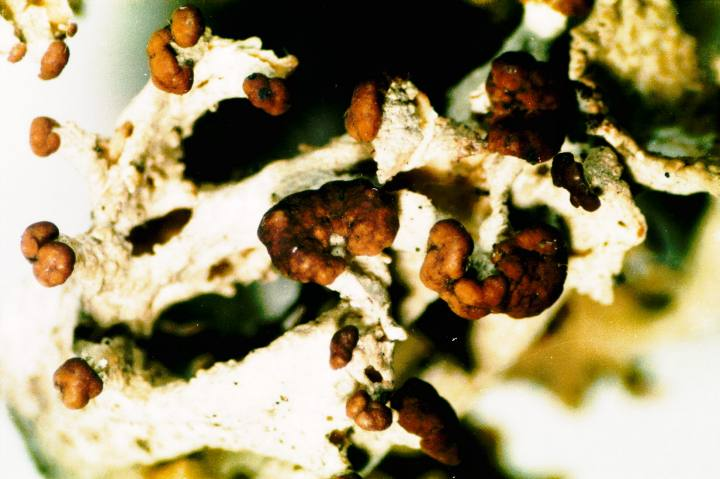
Cladonia cariosa

- Canada (Ontario, Alberta, Manitoba, Terranova, Labrador, Nuova Scozia, Québec (provincia), Saskatchewan, Yukon, Columbia Britannica, Nuovo Brunswick, Nunavut);
- Spagna (Cantabria, Castiglia e León);
- Cina (Heilongjiang, Xinjiang, Hubei, Mongolia interna, Xianggang);
- Russia (Oblast di Tomsk);
- Andorra, Argentina, Austria, Cile, Cipro, Corea del Sud, Creta, Danimarca, Estonia, Finlandia, Gran Bretagna, Groenlandia, Hong Kong, Irlanda, Islanda, Isole Canarie, Isole Svalbard, Lituania, Lussemburgo, Madera, Marocco, Mongolia, Norvegia, Nuova Caledonia, Oceania, Paesi Bassi, Polonia, Repubblica Ceca, Romania, Spagna, Svezia, Ungheria,

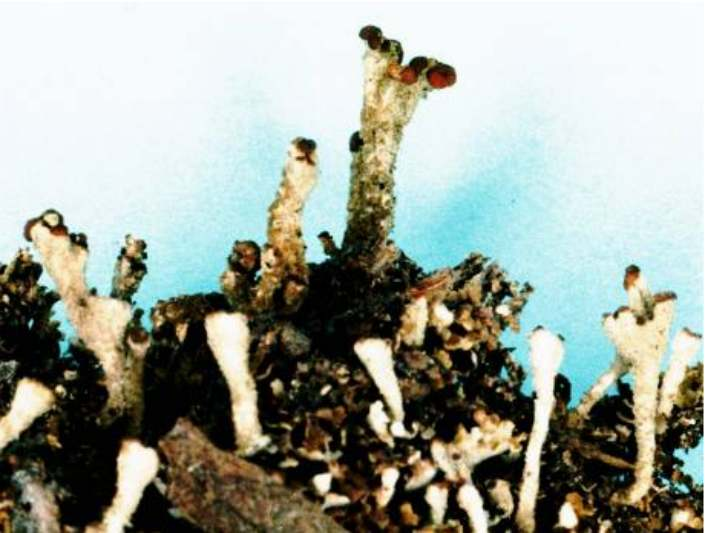
Cladonia cariosa

Il primo esemplare ritrovato in Italia di questa specie di Cladonia (Nimis 1993:225), in realtà proveniva dalla Slovenia. In quanto a diffusione può considerarsi estremamente rara: 
- Trentino-Alto Adige, estremamente rara nelle valli, rara nei monti
- Valle d'Aosta, non è stata rinvenuta
- Piemonte, rara sui monti dell'arco alpino, estremamente rara nel resto della regione
- Lombardia, rara nelle zone alpine e di confine col Trentino; estremamente rara nella parte prealpina della regione; non rinvenuta altrove
- Veneto, rara al confine orientale col Trentino, estremamente rara nella parte mediana della regione; non rinvenuta altrove
- Friuli, non è stata rinvenuta
- Emilia-Romagna, estremamente rara lungo l'arco appenninico, non è stata rinvenuta altrove

- Liguria, estremamente rara

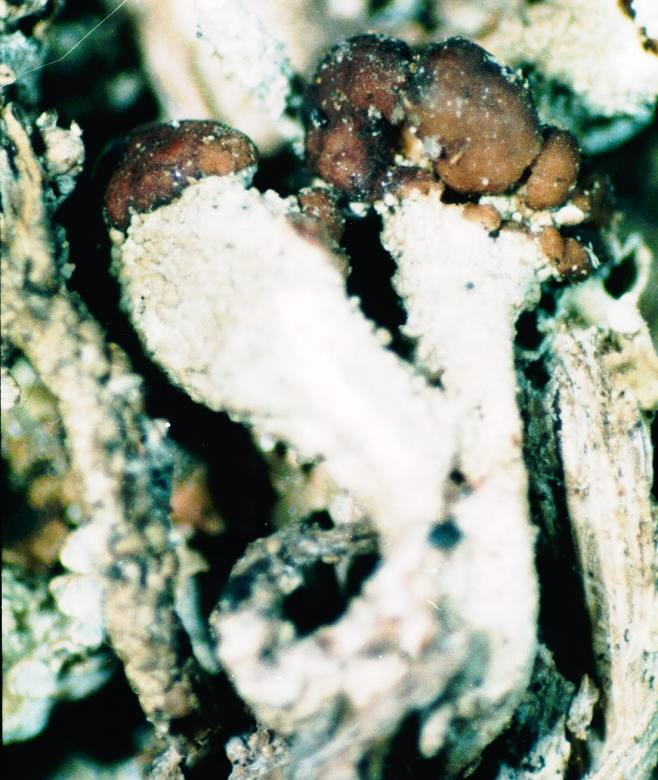
Cladonia cariosa

- Toscana, estremamente rara in quasi tutta la regione; non è stata rinvenuta nella gran parte delle zone costiere
- Umbria, estremamente rara
- Marche, non è stata rinvenuta
- Lazio, estremamente rara in quasi tutta la regione; non è stata rinvenuta nella gran parte delle zone costiere
- Abruzzi, non è stata rinvenuta
- Molise, non è stata rinvenuta
- Campania, non è stata rinvenuta
- Puglia, non è stata rinvenuta
- Basilicata, non è stata rinvenuta
- Calabria, estremamente rara
- Sicilia, estremamente rara in quasi tutta la regione; non è stata rinvenuta nella gran parte delle zone costiere
- Sardegna, non è stata rinvenuta.[1]

## Tassonomia
Questa specie è attribuita alla sezione Helopodium; a tutto il 2008 sono state identificate le seguenti forme, sottospecie e varietà:
- Cladonia cariosa f. cribrosa (Wallr.) Vain.
- Cladonia cariosa var. cariosa (Ach.) Spreng. (1827), (= Cladonia cariosa).
- Cladonia cariosa var. ceratina Sommerf.
- Cladonia cariosa var. diffissa F. Wilson (1889), (= Cladonia enantia).
- Cladonia cariosa var. pruiniformis Norman.
- Cladonia cariosa var. squamulosa (Müll. Arg.) Vain.